# 愛の夢をくれ
「愛の夢をくれ」（あいのゆめをくれ）は、エレファントカシマシの20枚目のシングル。1999年1月27日にポニーキャニオンよりリリース。規格品番はPCDA-01133。廃盤。

## 解説
- 表題曲・カップリング曲ともにアルバム「愛と夢」からのシングルカット。
- このシングルを最後に8cmシングルはリリースされていない（以降はマキシシングルでの発売）。

## 収録曲
1. 愛の夢をくれ (4:12)
TBS系「CDTV」1999年1月度エンディングテーマ
2. 寝るだけさ (4:14)
3. 愛の夢をくれ（オリジナル・カラオケ） (4:12)

全作詞・作曲：宮本浩次　編曲：宮本浩次・佐久間正英